# Opentaps
Opentaps ist ein freies webbasiertes Enterprise-Resource-Planning- und Kundenpflege-Softwaresystem. Es wurde entwickelt um alle Anforderungen, die an ein kommerzielles System gestellt werden, auch mit freier Software abdecken zu können und basiert auf Apache Open For Business. Aufgrund der Implementation in Java ist der Einsatz auf allen Plattformen möglich, für die die entsprechende Laufzeitumgebung vorhanden ist. Opentaps enthält eine Datenbankabstraktionsschicht und unterstützt daher diverse Datenbanksysteme, unter anderem auch MySQL, PostgreSQL oder Microsoft SQL Server.

## Merkmale
Opentaps integriert Verkauf, Werbung und Kundenbetreuung. Es beinhaltet Lagerhaltung, auch der Bestände von Drittanbietern, Lieferantenmanagement und Buchhaltung, inklusive doppelter Buchführung und der Generierung von Steuerangaben, von Online- oder realen Geschäften. Im Gegensatz zu vielen anderen Produkten gibt es keine kostenpflichtige Enterprise Version und daher auch keine Begrenzung einer Anzahl von Filialen, Katalogen, Warenkategorien oder Produkten. Auch eine Begrenzung der Kundenzahl gibt es nicht. Die zu verwaltenden Waren können physischer Natur sein sowie digital und herunterladbar. Auch konfigurierbare Produkte oder verschiedene Varianten sind vorgesehen. Ein Gutscheinsystem ist ebenfalls vorhanden.
Des Weiteren gibt es eine Verwaltung von Benutzergruppen, für die auch verschiedene Preisregeln erstellt werden können. Große Bezahlsysteme, wie z. B. PayPal, können problemlos eingebunden werden.
Das System automatisiert die Verkaufsabwicklung, von der Auswertung des Käuferverhaltens bis zur Umsetzung daraus resultierender Änderungen. Es generiert eine Darstellung von Absätzen und Absatzchancen inklusive Schätzungen von zukünftigen Verkäufen.
Die gemeinsame Nutzung von Terminplänen und Dokumenten wird u. a. durch eine Anbindung an Outlook und den Google Kalender ermöglicht. Opentaps bietet außerdem einen browserbasierten E-Mail-Client und dessen Benutzung eines externen E-Mail-Servers an. Auch eine Integration von IP-Telefonie ist vorgesehen. Mit Hilfe dieser Vektoren ist so einfach die Umsetzung von Werbekampagnen über Newsletter und Kundenanrufe möglich. Für den Kunden gibt es außerdem eine integrierte Paketverfolgung bei UPS, FedEx, und DHL.
Die Gemeinschaft um das Projekt hat die Oberfläche und Dokumentation bisher in die deutsche, chinesische, französische, italienische und spanische Sprache übersetzt.